# Anniella pulchra
Anniella pulchra är en ödleart som beskrevs av Gray 1852. Anniella pulchra ingår i släktet Anniella och familjen Anniellidae.
Arten förekommer i Kalifornien i USA och i delstaten Baja California i nordvästra Mexiko. Den hittas även på några tillhörande mexikanska öar. Anniella pulchra vistas i områden med sandig mark som busklandskapet Chaparral, öppna trädansamlingar med tallar och ekar samt hedområden. Individerna gräver ofta i sanddyner eller i lövskiktet. De gömmer sig ofta under trädstammar som ligger på marken, under stenar eller under annan bråte.
I Kalifornien finns bara ett fåtal lämpliga ställen för arten kvar. Andra delar av landskapet blev jordbruksmark eller samhällen. Även införda främmande växter påverkar beståndet negativt. Några populationer försvann i samband med etablering av grustäckt, golfplatser eller terrängbilskörning. Anniella pulchra har fortfarande ett stort bestånd. IUCN kategoriserar arten globalt som livskraftig.

## Underarter
Arten delas in i följande underarter:
- A. p. nigra
- A. p. pulchra

## Bildgalleri

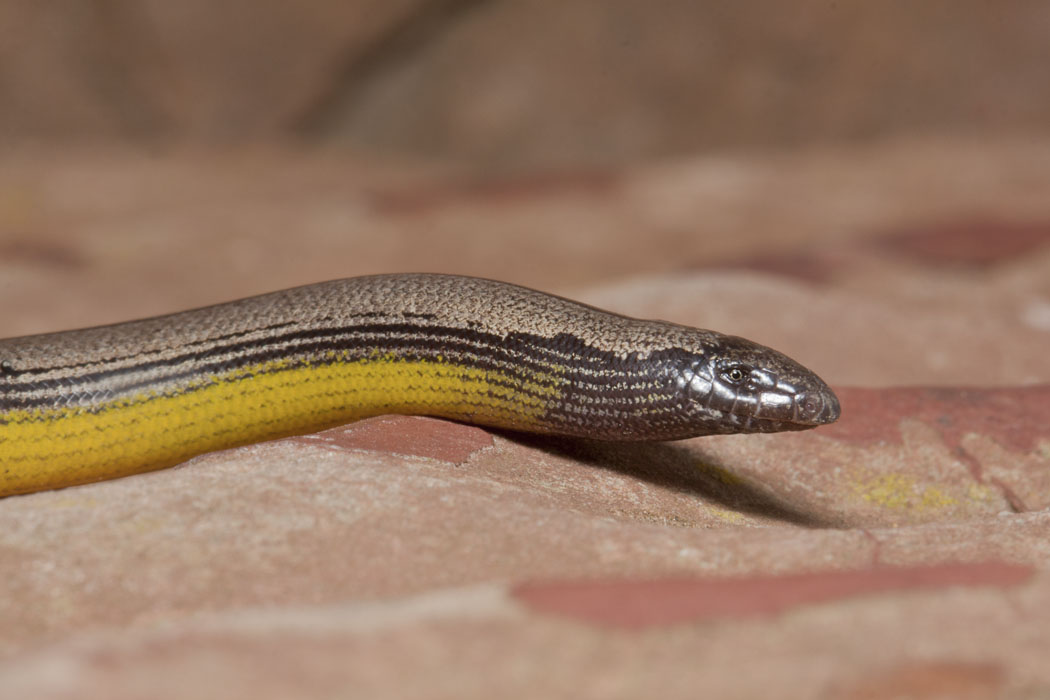
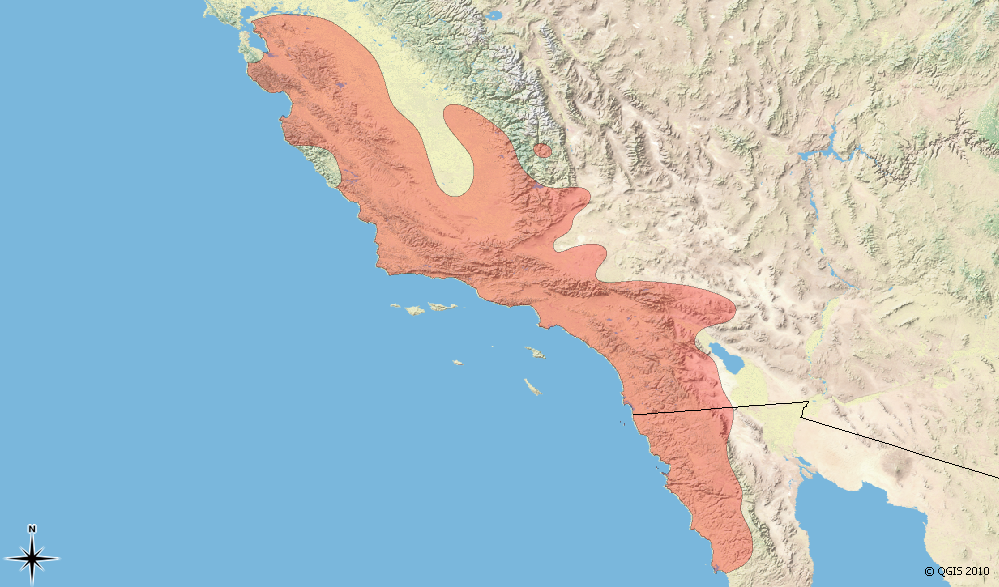